# Asukayama-Park

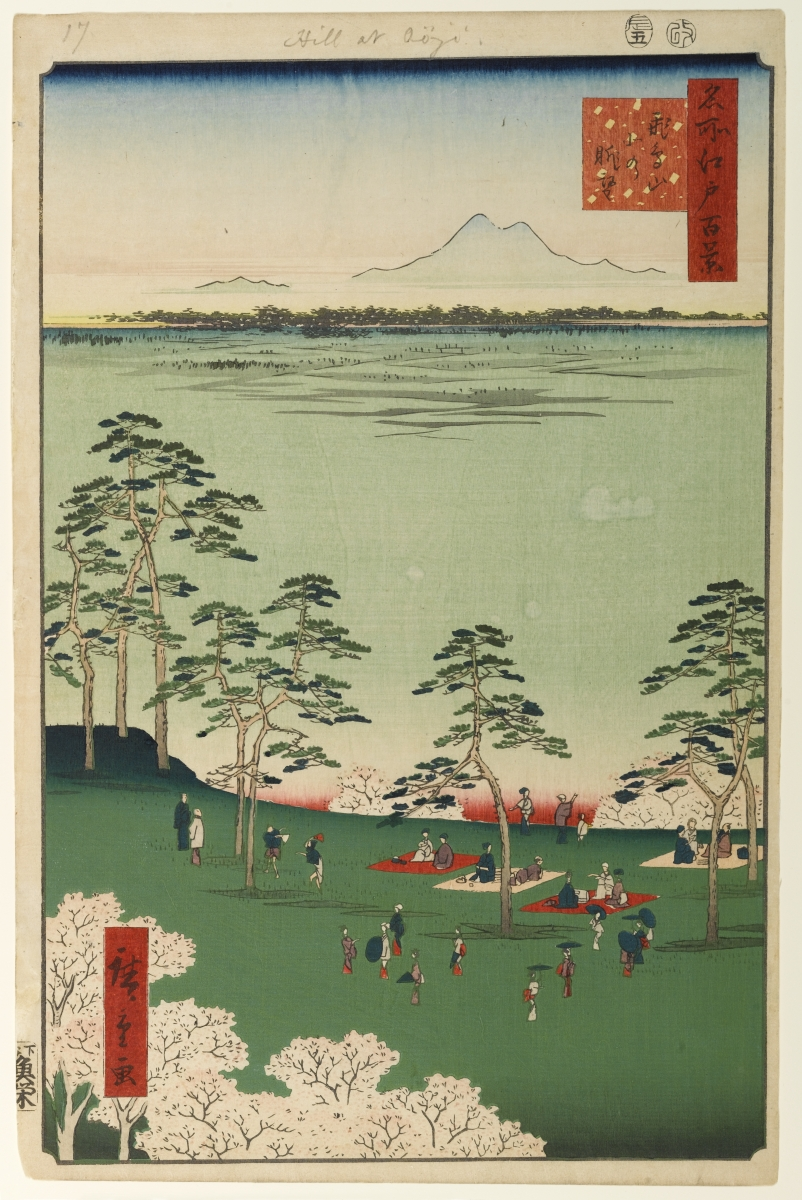
Hiroshige: Asukayama

Der Asukayama-Park (japanisch 飛鳥山 公園, Asukayama Kōen) ist ein öffentlicher Park im Bezirk Kita (Tokio).

## Geschichte
Der Name der Anhöhe im Stadtteil Ōji soll sich davon ableiten, dass Toshima Kagemura (豊島 景村), ein Feldherr während der Namboku-Zeit, in der Genkō-Ära (元亨; 1321–1324) dort den Asuka-Schrein von Kumano (熊野飛鳥祠) in der Provinz Kii verehrend anrief. Der 8. Shogun Tokugawa Yoshimune ließ auf der Anhöhe mehr als 1000 Bergkirschbäume pflanzen, wodurch der Asukayama neben Ueno im Osten der Stadt zum wichtigsten Ort für das Kirschblütenfest wurde. Vor allem das einfache Volk konnte sich dort vergnügen. 
In dem 1723 herausgegebenen Führer zu den Sehenswürdigkeiten Edos, dem „Edo Sunago“ (江戸砂子) – etwa „Sandkörner zu Edo“,  heißt es: „Auf dem Asakayama (朝香山) wird der Geist des  Ōji (王子権現, Ōji Gongen) verehrt. In letzter Zeit wurden von der Regierung mehrere tausend Kirschbäume gepflanzt, die eine schöne Ansicht ergeben.“
Die Kirschbäume, die damals gepflanzt worden waren, blühten nur extrem kurz, und zwar unmittelbar bevor die Reis-Aussaat begann. Möglicherweise beabsichtigte Shogun Yoshimune, der auch der „Reis-Shogun“ genannt wird, die Bauern zu einer Ruhepause einzuladen, bevor es an die harte Arbeit des Aussähens ging. Auch weitere Shogune setzten die Tradition dieser Aufmunterung fort.

## Die Anlage
Der Asukayama, an dessen Fuße an der Nordostseite heute eine Eisenbahnlinie entlang führt, wurde 1873 in einen Park umgewandelt und war damit einer der ersten sechs öffentlichen Parks Tokios.  Im Park steht der Asukayama-Gedenkstein, der 1737 errichtet wurde, der Ōbu-Gedenkstein (桜賦碑) für Sakuma Shōzan, einem politisch aktiven Gelehrten der späten Edo-Zeit, und für Funatsu Denjibee (船津 伝次兵衛; 1832–1898), einer der „Drei Agrarforscher der nahen Gegenwart“. 
Weiter befindet sich am Rande des Parks die Villa des Unternehmers Shibusawa Eiichi (1840–1931), ein Gebäude im westlichen Stil. Dort besuchten ihn, der internationale Beziehungen pflegte,  der 18. Präsidenten der USA, Ulysses S. Grant, der sich 1873 zwei Monate im Lande aufhielt, Chiang Kai-shek, der 1906 in Tokio eine militärische Ausbildung erhielt, Rabindranath Tagore im März 1924 und viele andere. Das Gebäude fungiert heute unter dem Namen „Seien Bunko“ (青淵文庫) heute als Bibliothek. Ein Pavillon Shibusawas mit dem Namen „Bankōro“ (晩香盧) kann besichtigt werden.
Mit dem Papier-Museum der Ōji-Papierfabrik, „Kami no hakubutsukan“ (紙の博物館), dem „Shibusawa Shiryōkan“ (渋沢資料館) und dem neu errichteten „Asukayama Hakubutsukan“ (飛鳥山博物館) befinden sich nebeneinander drei Museen im Park.

## Bilder

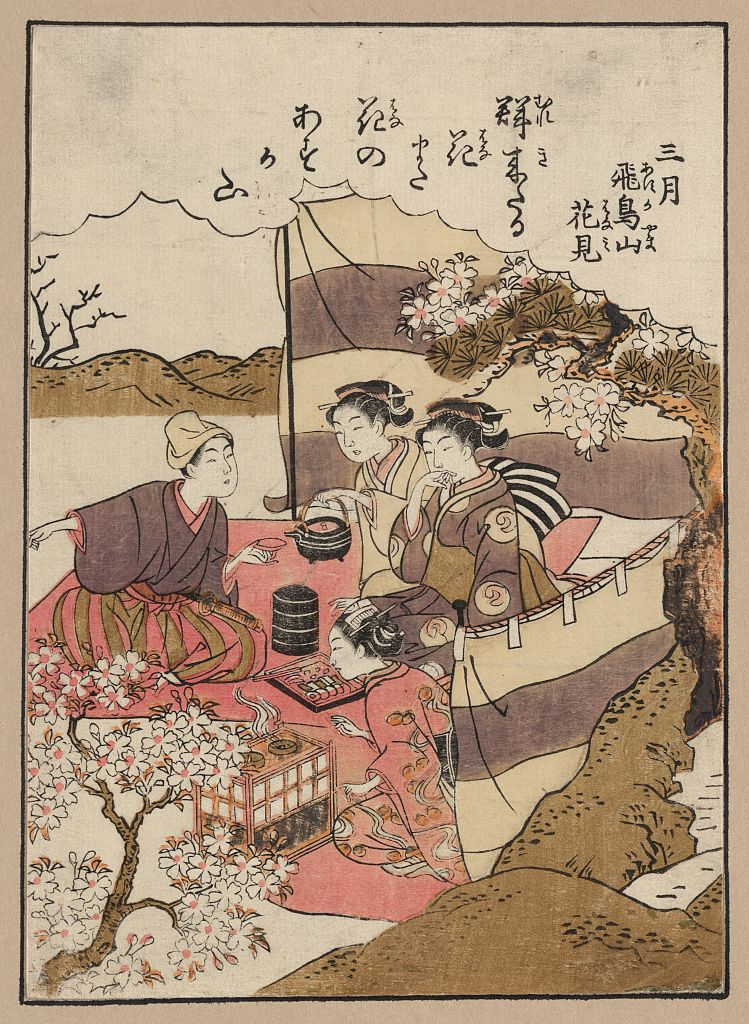
Holzschnitt mit Hanami
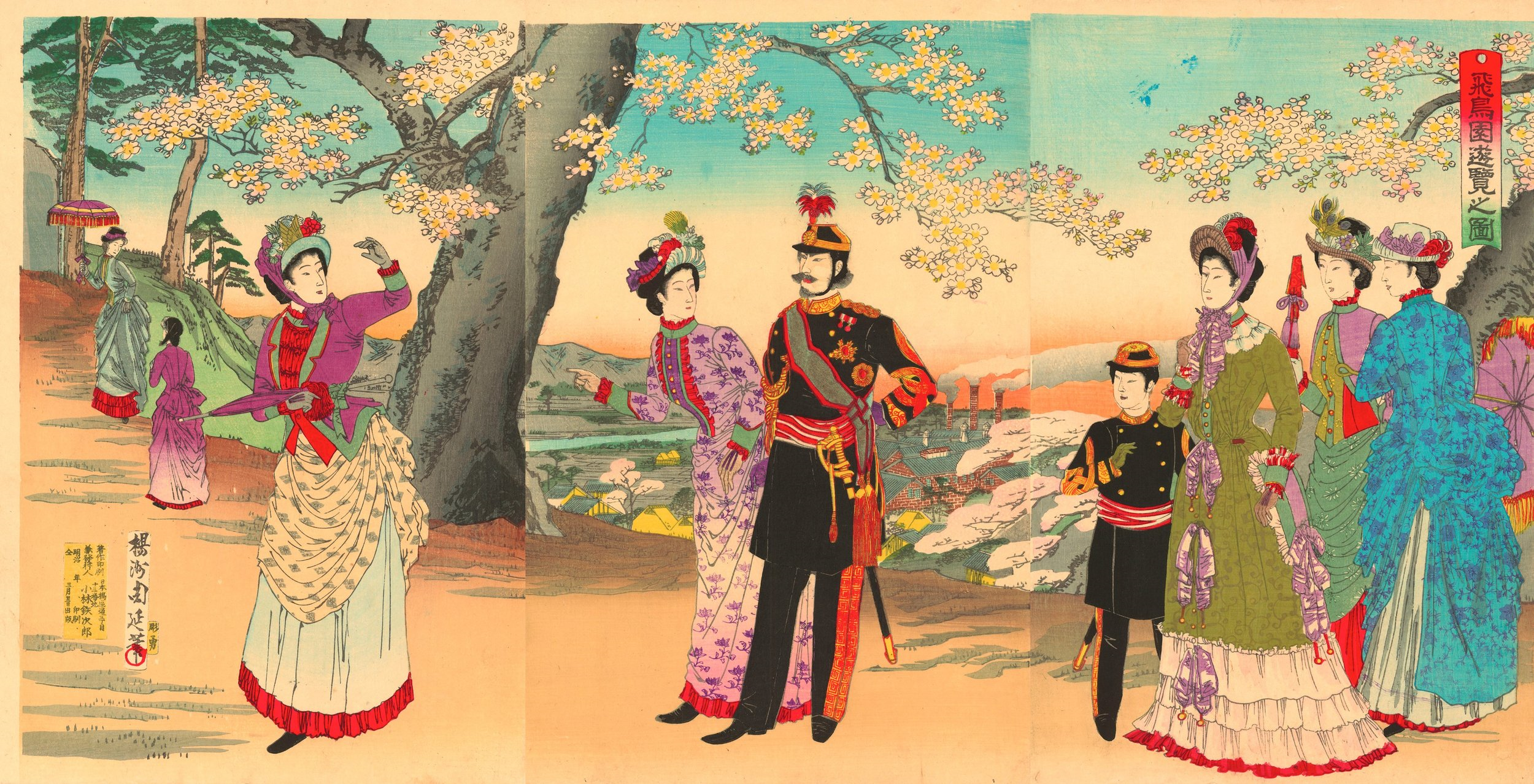
Kaiser Meiji im Asukayama-Park
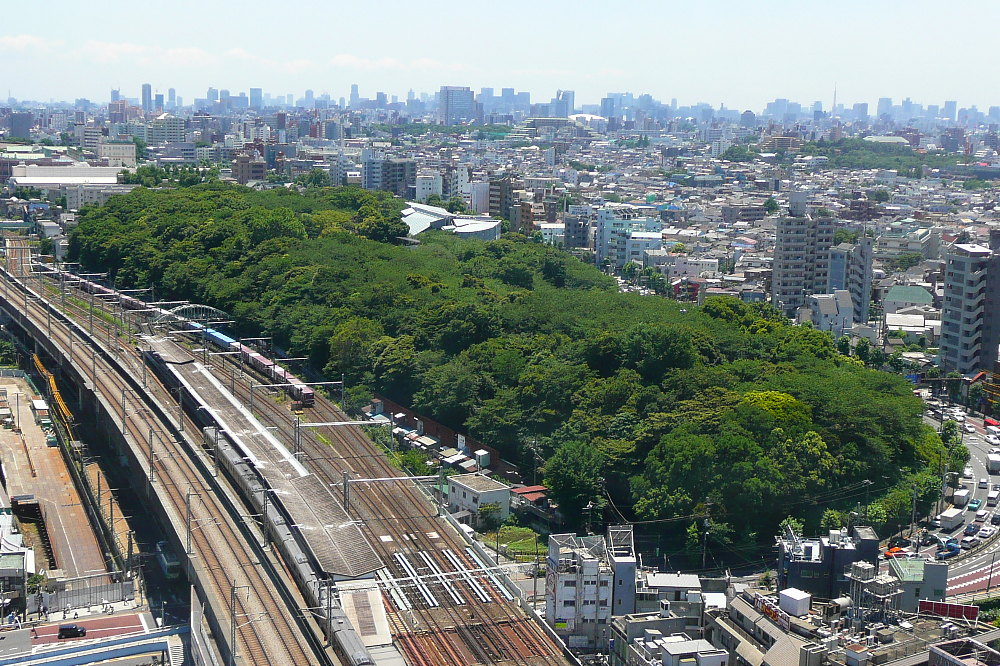
Der Park
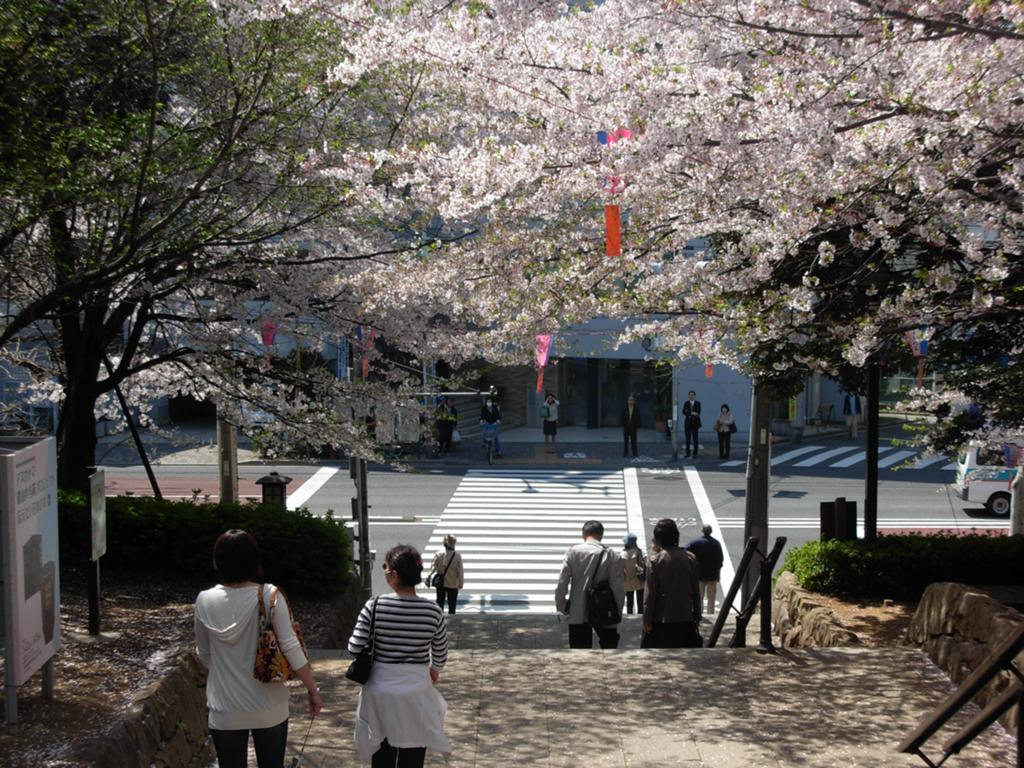
Kirschblüte im April
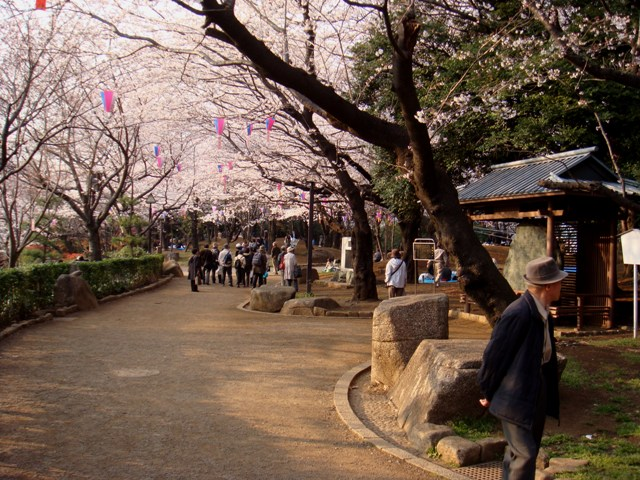
Kirschblüte
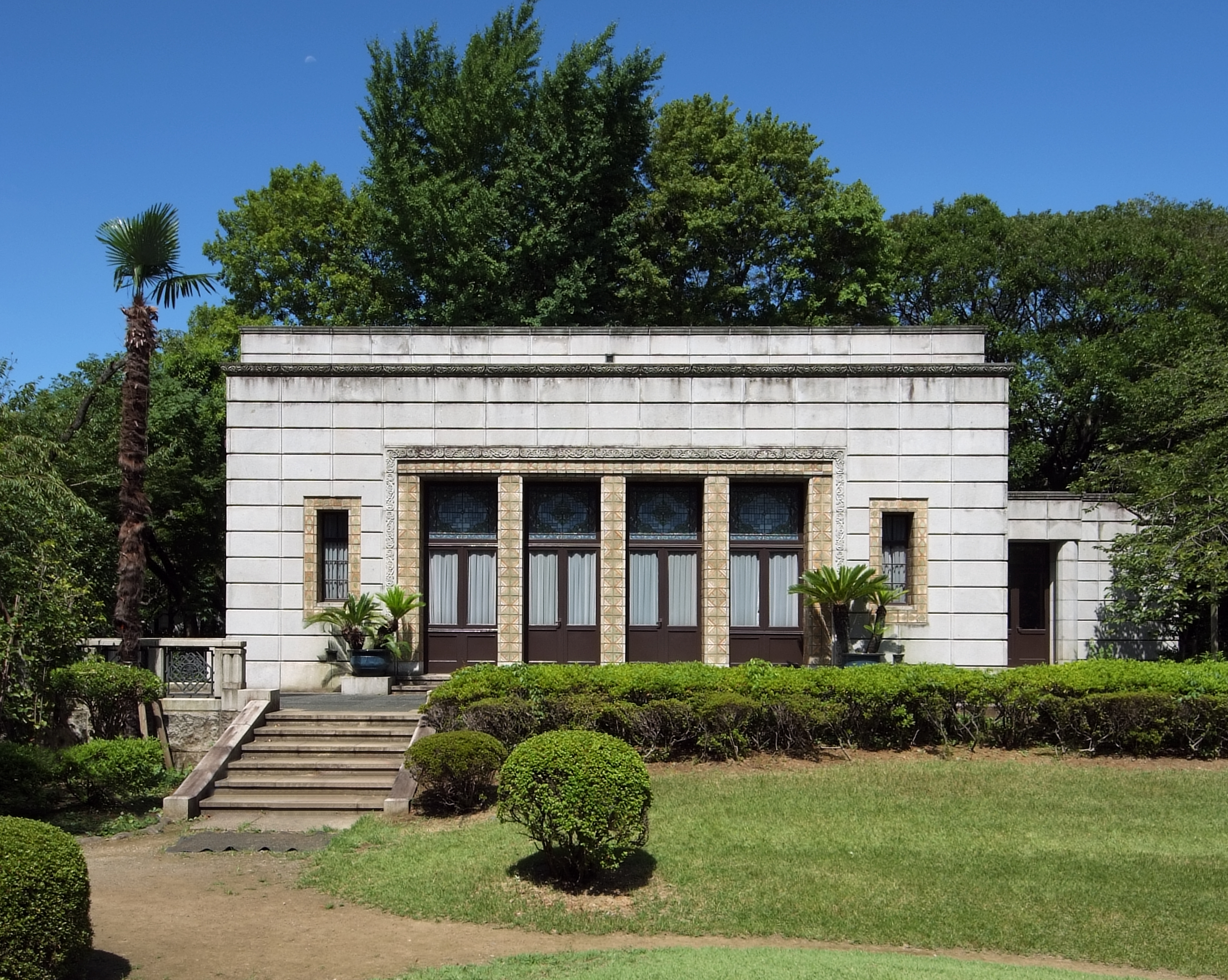
Seien Bunko